# Captain’s Diary
Captain’s Diary (* im 20. Jhd. als Sebastian Müller) ist ein deutscher Singer-Songwriter im Genre des Akustik-Punk aus Oberhausen.

## Geschichte
Captain’s Diary ist seit 1999 musikalisch aktiv und veröffentlichte 2003 und 2007 zwei englischsprachige Alben im DIY-Eigenvertrieb. Später erreichte er einen Labelvertrag, so dass sein deutschsprachiges Debütalbum Niemals jedem Recht 2011 bei Retter des Rock Records und Tanz auf Ruinen erscheinen konnte. Im Abstand von jeweils drei Jahren folgten Als Munition die Illusion sowie Zeitraffergeschichten. Eigenen Angaben zufolge soll er bis zum Erscheinen des 2017er-Werks über 400 Konzerte gespielt haben, darunter mit Jupiter Jones, Madsen, Rasta Knast und Senore Matze Rossi.

## Stil
Wolfram Hanke vom Ox-Fanzine sah Captain’s Diary als „Antwort aus dem Ruhrgebiet auf Matze Rossi“, dessen Stil ein „gefühlvoller Singer/Songwriter-Sound mit Punk-Attitüde“ sei.

## Diskografie
- 2003: First Dreamy Thoughts (DIY-Eigenvertrieb)
- 2007: …The Way I See the World (DIY-Eigenvertrieb)
- 2011: Niemals jedem Recht (Retter des Rock Records, Tanz auf Ruinen)
- 2014: Als Munition die Illusion (Retter Des Rock Records, Tanz auf Ruinen)
- 2017: Zeitraffergeschichten (Dancing in the Dark Records, Tanz auf Ruinen)